# Coache-moi si tu peux (série télévisée d'animation)
Coache-moi si tu peux est une série télévisée d'animation française, créée et réalisée par Olivier Pouchelon. Produite par Xilam Animation, elle est composée de 52 épisodes de 13 minutes, diffusée sur France 4 et sur Okoo depuis le 19 février 2020,,. Elle a été rediffusée sur Cartoon Network,Puis Sur Boomerang Depuis le 4 Novembre 2024

## Synopsis
Erico Platana, le plus grand footballeur du monde, voit sa vie basculer quand un sorcier dérangé le transforme en ballon de foot, pour le punir de son arrogance. Pour vaincre la malédiction et retrouver sa forme humaine, le champion vaniteux va devoir dégonfler de l’égo et entrainer son plus grand fan à devenir un aussi bon joueur que lui... Problème : ce dernier n'est autre que Daniel Sissou, un petit garçon pataud et incorrigiblement gentil qui l'adule plus que tout.
Le coup est rude pour le footballeur, qui troque sa vie de star pour un quotidien banal et la ferveur des stades bondés pour un club amateur rassi. Mais Erico et Daniel vont vite se lier d'une solide amitié, ayant chacun plein de choses à s'apprendre. Tant pis s’ils s’y prennent comme des manches, ensemble, ils ne peuvent que progresser !

## Personnages
| Nom                              | Acteur          | Métier(s) / Professions |
| -------------------------------- | --------------- | --- |
| Erico Platana                    | Gilduin Tissier | Ancien Footballeur professionnel |
| Daniel Sissou                    | Kaycie Chase    | Aucun |
| Corinne Sissou (Coco l'écureuil) | Claire Pérot    | Conduit Un bus, Élague des arbres, Vend des glaces, Vend des boites de céréales, Vend des tickets pour le parc d'attraction, Elle doit pointer la flèche vers le magasin de bricolage, Nettoie les égouts, Promène des chiens, S'occupe des personnes âgées à la maison de retraite, Mascotte d'anniversaire, Sauveteuse en mer, Serveuse dans un café, Encourage l'équipe de hockey, Pom-Pom girl. |
| Simon Bolak                      | Inconnu         | Footballeur Professionnel |
| Miel                             | William Coryn   | Entraîneur des Noisettes |
| Maya                             | Camille Donda   | Aucun |
| Steven                           | Benoît Du Pac   | Chômage |
| Laurent                          | Hervé Rey       | Aucun |
| Timéa                            | Claire Pérot    | Aucun |
| Le sorcier                       | Jérémy Prévost  | Sorcier |

## Épisodes
| Numéro | Titre                              | Scénario                             | Storyboard          |
| ------ | ---------------------------------- | ------------------------------------ | ------------------- |
| 1      | L’Engagement                       | Cédric Stephan Vincent Souchon       | Corentin Penloup    |
| 2      | Le Ballon Magique                  | Cédric Stephan Fabien Limousin       | Olivier Pouchelon   |
| 3      | Mon Ex-Joueur Préféré              | Cédric Stephan                       | Sébastien Vovau     |
| 4      | La Rivale                          | Olivier Pouchelon                    | Nicolas Bougard     |
| 5      | Canyon                             | Cédric Stephan Olivier Pouchelon     | Wandrille Maunoury  |
| 6      | La Tasse Brisée                    | Vincent Souchon                      | Nicolas Bougard     |
| 7      | Chacun Son Daniel                  | Vincent Souchon                      | Corentin Penloup    |
| 8      | Le Dégonfleur                      | Julien Dinse                         | Nicolas Bougard     |
| 9      | Le Noël de Platana                 | Cédric Stephan                       | Corentin Penloup    |
| 10     | Monsieur Ballon                    | Cédric Stephan                       | Hugues Opter        |
| 11     | Le Secret de Daniel                | Cédric Stephan                       | Nicolas Bougard     |
| 12     | Les Crampons de la Gloire          | Julien Dinse                         | Corentin Penloup    |
| 13     | Mon Coach, Ma Maman                | Guillaume Cochard Louis Aubert       | Corentin Penloup    |
| 14     | Le Bandit à sa Maman               | Cédric Stephan                       | Corentin Penloup    |
| 15     | La Main                            | Andrew Caulcutt                      | Corentin Penloup    |
| 16     | En Toute Sécurité                  | Vincent Souchon                      | Romain Cislo        |
| 17     | Ni Repris Ni Échangé               | Guillaume Cochard Louis Aubert       | Corentin Penloup    |
| 18     | Oopsie                             | Sabine Cipolla Jawad Wachill         | Chloé Nicolay       |
| 19     | À Deux Doigts de la Victoire       | Vincent Souchon                      | Hugues Opter        |
| 20     | Les Peu Bons                       | Yoann Legave                         | Sébastien Vovau     |
| 21     | L’Octave Interdite                 | Yoann Legave                         | Wandrille Maunoury  |
| 22     | Quelle Fête !                      | Armand Robin Emmanuel Poulain-Arnaud | Chloé Nicolay       |
| 23     | La Petite Entreprise               | Guillaume Cochard Louis Aubert       | Corentin Penloup    |
| 24     | Merci Qui ?                        | Guillaume Cochard Louis Aubert       | Nicolas Bougard     |
| 25     | Daniel La Terreur                  | Guillaume Cochard Louis Aubert       | Nicolas Bougard     |
| 26     | Abuelita                           | Sabine Cipolla Jawad Wachill         | Hugues Opter        |
| 27     | Même Pas Mal                       | Armand Robin Emmanuel Poulain-Arnaud | Hugues Opter        |
| 28     | Pour Une Partie de Bon Chien-Chien | Yoann Legave                         | Kevin Audi-Grivetta |
| 29     | Un Pur Goût de Champion            | Yoann Legave                         | Corentin Penloup    |
| 30     | Football Sur Mesure                | Armand Robin Emmanuel Poulain-Arnaud | Chloé Nicolay       |
| 31     | La Dispute                         | Guillaume Cochard Louis Aubert       | Chloé Nicolay       |
| 32     | Le Dîner de l’Étrange              | Guillaume Cochard Louis Aubert       | Wandrille Maunoury  |
| 33     | Mini Ballon Maxi Papa              | Armand Robin Emmanuel Poulain-Arnaud | Corentin Penloup    |
| 34     | La Kermesse du Destin              | Laury Rovelli                        | Wandrille Maunoury  |
| 35     | Un Carton Plein de Rêves           | Laury Rovelli                        | Kevin Audi-Grivetta |
| 36     | Mauvais Cygne                      | Vincent Souchon                      | Nicolas Bougard     |
| 37     | Famille de Rechange                | Julien Dinse                         | Nicolas Bougard     |
| 38     | L’Interview Vérité                 | Armand Robin Emmanuel Poulain-Arnaud | Romain Cislo        |
| 39     | Noisettes et Lapins                | Yoann Legave Yann Faure              | Nicolas Bougard     |
| 40     | Coco l’Écureuil                    | Laury Rovelli                        | Kevin Audi-Grivetta |
| 41     | Baskets Maudites                   | Julien Dinse                         | Hugues Opter        |
| 42     | Extrême Joie de Vivre              | Julien Dinse                         | Nicolas Bougard     |
| 43     | Huit Mètres Carré d’Aventure       | Guillaume Cochard Louis Aubert       | Romain Cislo        |
| 44     | La Guerre du Gymnase               | Yoann Legave Yann Faure              | Hugues Opter        |
| 45     | L’Imposteur du Cœur                | Cédric Stephan                       | Kevin Audi-Grivetta |
| 46     | Erico, Mon Copain Robot            | Vincent Souchon                      | Romain Cislo        |
| 47     | L’Héritage Platana                 | Cédric Stephan                       | Corentin Penloup    |
| 48     | La Statue Volée                    | Vincent Souchon                      | Hugues Opter        |
| 49     | L’Apprenti Broyeuse                | Yoann Legave Yann Faure              | Nicolas Bougard     |
| 50     | Noisettes de Luxe                  | Julien Dinse                         | Romain Cislo        |
| 51     | Le Poids du Sifflet                | Andrew Caulcutt                      | Hugues Opter        |
| 52     | Graine de Champion                 | Cédric Stephan Vincent Souchon       | Romain Cislo        |